# リュッチェンス (ミサイル駆逐艦)
|          | |
| 艦歴     | |
| 発注     | |
| 起工     | 1966年3月1日 |
| 進水     | 1967年8月11日 |
| 就役     | 1969年3月22日 |
| 退役     | 2003年12月18日 |
| その後   | ハンブルクにて記念艦として保存 |
| 除籍     | |
| 性能諸元 | |
| 排水量   | 基準：4,162t |
| 全長     | 134.48m |
| 全幅     | 14.35m |
| 吃水     | 6.1m |
| 機関     | ボイラー 4缶、ギアード蒸気タービン 2基、70,000shp、2軸推進 |
| 最大速力 | 34ノット |
| 航続距離 | 4,500 海里（20 ノット/時） |
| 乗員     | 士官 23名、兵員 311名 |
| 兵装     | Mk 42 5インチ単装砲 2基 ラインメタルRh202 20mm単装機関砲 2基 Mk13単装発射機 1基 （ターターSAM後にSM-1MR、ハープーンSSM） アスロック8連装発射機 1基 RAM短SAM 21連装発射機 2基 Mk.32 短魚雷3連装発射管 2基 |

リュッチェンス(Lütjens, D185)は、ドイツ海軍のミサイル駆逐艦。リュッチェンス級駆逐艦の1番艦。艦名はギュンター・リュッチェンス提督に因む。

## 艦歴
リュッチェンスは1966年3月1日に、DDG-28 としてメイン州バスのバス鉄工所で起工する。1967年8月11日に進水し、1969年2月23日に就役した。

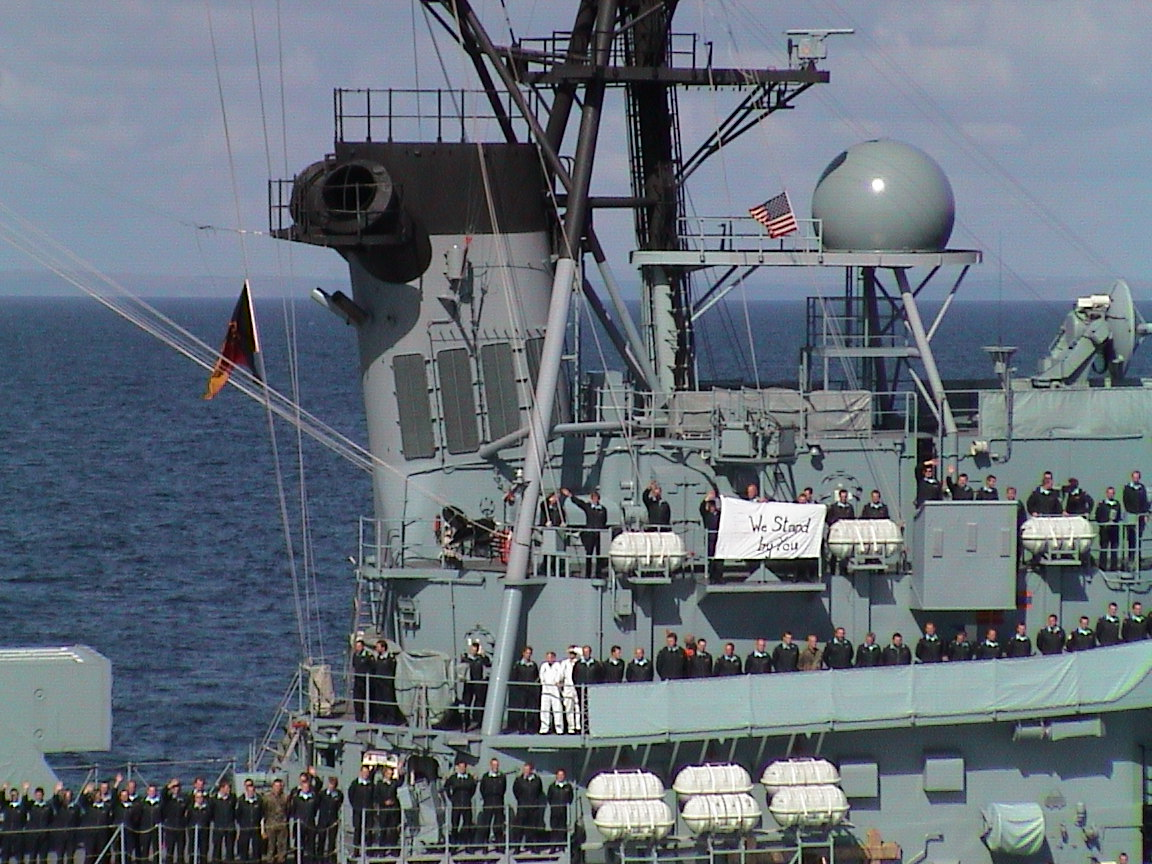
"We Stand By You"の旗を掲揚するリュッチェンス. 2001年9月14日

アメリカ同時多発テロ事件から三日後の2001年9月14日、リュッチェンスは米ミサイル駆逐艦ウィンストン・S・チャーチル(USS Winston S. Churchill, DDG-81)に対して星条旗を半旗で掲げ「We Stand By You (我らは諸君と共にあり)」と書かれた幕を掲示しながら併走した。
30年に及ぶ現役任務で800,000海里の距離を航海したリュッチェンスは2003年12月18日に退役した。リュッチェンスはドイツ海軍における最後の蒸気タービン動力艦であり、駆逐艦として分類された最後の艦であった。

### USS トールマン
DDG-28 はトールマン (USS Tolman, DDG-28)として建造される予定であった。艦名は駆逐艦ド・ヘイヴン(USS De Haven, DD-469)の艦長として1943年2月1日にガダルカナル島の戦いで戦死し、海軍十字章を授与されたチャールズ・E・トールマン中佐に因むものであったが、トールマンの建造はその後取り消された。